# Триняк Петро Лук’янович
Петро́ Лук'я́нович Три́няк (псевдо: «Чайка»; 27 червня 1915, с. Середній Майдан, Надвірнянський повіт, Станиславівське воєводство, тепер — Надвірнянський район, Івано-Франківська область — 7 січня 1945, с. Горішній Майдан, Надвірнянський район, Станіславська область) — командир сотні УПА куреня «Сивуля».

## Життєпис
Народився 27 червня 1915 року в селі Середній Майдан нинішнього Надвірнянського району в селянській родині Лук'яна Триняка. Дідо Петра Лук'яновича — Іван Васильович Триняк був колишнім війтом села Середній Майдан. Батько — Лук'ян. У сім'ї, окрім Петра, було ще 9 дітей: Анна (нар. 1909), Іван (нар. 1910), Афія (нар. 1911), Дмитро (нар. 1913), Василь (нар. 1918), Марія (нар. 1921), Михайло (нар. 1925), Ольга (нар. 1927), Софія (Зоня, нар. 1928) Петро, Марія, Василь, Зоня були тісно пов'язані з діяльністю УПА. Марія пропала безвісти в 1944 році разом з чоловіком і донькою, Василь військовим трибуналом НКВС СРСР у 1950 році засуджений на 25 років позбавлення волі і 5 років поразки в правах з конфіскацією майна. Софія (Зоня), наймолодша дитина в сім'ї, була вістовою Середньомайданського куща УПА. Їй вдалося уникнути покарання, однак спіймали її чоловіка Івана Вовчука, вояка УПА, і осудили на 25 років позбавлення волі.
Петро Триняк закінчив 4 класи Майданської початкової польської державної школи. Навчався у Станиславівській державній гімназії № 1 з українською мовою навчання з 1927 по 1938 рік.

Журнал успішності Петра Триняка за 8 клас навчання в Державній українській гімназії м. Станіславова

Із встановленням радянської влади у вересні 1939 року шестикласова школа у с.Гаврилівка була реорганізована в початкову. Директором її було призначено Триняка Петра Лук'яновича.
У 1940 році вступив до Станіславської педагогічної школи.
Член ОУН з 1930-х років.
У 1943 році покинув інститутське навчання і вступив до УНС в Чорному лісі. Після вишколу в Чорному Лісі у підстаршинській школі на полонині Малиновище поблизу с. Маняви Петра призначають до куреня «Сивуля» командира на псевдо «Іскра» (Дячишина Ігора). За кмітливість, спритність та мужність, виявлену в боях проти німців за Чорний Ліс отримує повстанське псевдо «Чайка».
На початку 1944 року — командир рою (ройовий), далі — командир чоти (чотовий) у курені «Сивуля» (командира «Іскри») групи «Чорний Ліс».  
Під час переходу лінії фронту влітку 1944 року чотовий «Чайка» без жодних втрат переводить свій відділ. На початку осені того ж року перебирає керівництво сотнею у курені командира «Іскри» — «Сивуля». Сотня «Чайки» мала три чоти: «Міська» (Михайло Уштан, с. Кейданч Коломийського району), «Зелений» (колишній командир Угорської армії) і «Крук» (Іван Федорак, с. Пнів).
Командуючи сотнею, Петро Триняк провів цілий ряд боїв і наскоків на енкаведистські гнізда в Калуському, Богородчанському і Надвірнянському районах.
Наказом ГВШ 14 жовтня 1944 року підвищений у званні до хорунжого. 
Під новий 1945-й рік сотня «Чайки» переходить у надвірнянські ліси і базується у таких селах: Верхній Майдан, Парище, Красна, Добротів, Лоєва. 
Загинув 7 січня 1945 році у с. Горішній Майдан Надвірнянського району.
За іншою версією — Петро загинув у Богородчанському районі.